# 1741
| 1741                                |
| ----------------------------------- |
| Dødsfald - Fødsler                  |
| • Begivenheder • Litteratur • Musik |

| Gregoriansk kalender | 1741 MDCCXLI            |
| Ab urbe condita      | 2494                    |
| Armensk kalender     | 1190 ԹՎ ՌՃՂ             |
| Kinesiske kalender   | 4437 – 4438 庚申 – 辛酉 |
| Etiopisk kalender    | 1733 – 1734             |
| Jødisk kalender      | 5501 – 5502             |
| Hindukalendere       |                         |
| - Vikram Samvat      | 1796 – 1797             |
| - Shaka Samvat       | 1663 – 1664             |
| - Kali Yuga          | 4842 – 4843             |
| Iransk kalender      | 1119 – 1120             |
| Islamisk kalender    | 1154 – 1155             |

Konge i Danmark: Christian 6. 1730-1746
Se også 1741 (tal)

## Begivenheder
- 20. august - den danske opdagelsesrejsende Vitus Bering, som arbejder for russerne, bliver den første europæer, der ser Alaska. Beringshavet bliver siden opkaldt efter ham
- 14. september - George Frideric Händel fuldfører sit oratorium Messias
- 25. november - I Rusland laver militærstyrker et statskup, som indsætter Elisabeth, Peter den Stores datter, på den russiske trone, hvor hidtil Ivan 6. har siddet. Elizabeth er kejserinde af Rusland til 1762

## Født
- 13. marts – kejser Josef 2. af det tysk-romerske Rige i 1765 og Østrig fra 1780 til sin død i 1790.
- 23. maj – Andrea Luchesi, italiensk komponist (død 1801).

## Dødsfald
- 28. juli: Antonio Vivaldi, italiensk komponist dør 61 år gammel.
- 19. december – Vitus Bering, den danske søfarer som i mange år var i russisk tjeneste, dør på Beringøen, 60 år gammel.